# 澳粵同盟
澳粵同盟（葡萄牙語：União de Macau-Guangdong）是澳门的一個建制派政治团体，是澳門江門同鄉會所組織的參政團體，其成員祖籍全部為廣東省五邑地區。該組織在2009年的選舉中獲得了1席，而在2013年則獲得2席。而在2017年的選舉中順利連任兩席並成為票王，後來行政長官更委任胡祖杰及柳智毅，獲得4席。

## 議員名單
- 麥瑞權，2009年至2021年，直選議員，江門同鄉會副會長
- 鄭安庭，2013年至今，直選議員[2]，江門同鄉會副會長
- 胡祖，2017年起任官委議員，澳門江門同鄉會副會長
- 柳智毅，2017年起任官委議員，澳門江門同鄉會副會長，經濟發展委員會委員，人才發展委員會成員
- 羅彩燕，2021年至今，直選議員，澳門社會民生促進會副會長